# Axel Malmquist
Axel Herman Malmquist, född 9 juli 1895 i Ystad, död 25 februari 1980 i Laholm, var borgmästare i Laholms stad 1926–1948 och stadens siste borgmästare.
Malmquist tog studentexamen i Ystad 1913 och tog juris kandidatexamen vid Lunds universitet 1921. Han var anställd vid en bank 1913–1921 innan han blev extra ordinarie notarie i Skånska hovrätten och Göta hovrätt 1921. Malmquist gjorde tingstjänstgöring i Hallands södra domsaga 1922–1924 innan han tjänstgjorde 1924–1925 i Svea hovrätt. År 1925 utnämndes Malmquist till tillförordnad borgmästare i Laholm och blev ordinarie borgmästare 1926.
Malmquist blev inspektor för samrealskolan i Laholm 1930.
Varje år mellan 1933 och 1968 skrev Malmquist ett lokalt krönikespel, Lagaholmsspelen, och regisserade även flertalet av dem. Han var konstentusiast och använde överskottet av inkomster från Lagaholmsspelen för inköp av offentlig konst för att pryda staden. Laholm har därefter kallat sig "den lilla staden med de stora konstverken". På 1970-talet publicerades två volymer av hans dagböcker.
Axel Malmquist är begravd på Laholms kyrkgård.

## Utmärkelser
- Riddare av första klassen av Vasaorden, 1940.[8]